# Spiochaetopterus sagamiensis
Spiochaetopterus sagamiensis is een borstelworm uit de familie Chaetopteridae. Het lichaam van de worm bestaat uit een kop, een cilindrisch, gesegmenteerd lichaam en een staartstukje. De kop bestaat uit een prostomium (gedeelte voor de mondopening) en een peristomium (gedeelte rond de mond) en draagt gepaarde aanhangsels (palpen, antennen en cirri).
Spiochaetopterus sagamiensis werd in 1999 voor het eerst wetenschappelijk beschreven door Nishi, Miura & Bhaud.